# Земен (община)
Община Земен се намира в Западна България и е една от съставните общини на Област Перник.

## География

### Географско положение, граници, големина
Общината е разположена в югозападната част на Област Перник и попада в историко-географската област Краище. С площта си от 247,077 km2 заема 5-о място сред 6-те общините на областта, което съставлява 10,32% от територията на областта. Границите ѝ са следните:
- на северозапад – община Трън;
- на север – община Брезник;
- на изток – община Ковачевци;
- на югоизток – община Радомир;
- на югозапад – община Кюстендил, Област Кюстендил;
- на запад – община Трекляно, Област Кюстендил.

### Природни ресурси

#### Релеф
Релефът на община Земен представлява пъстра мозайка от ниски планини, хълмисти области и котловинни дъна. В нейните предели се простират части от две планински редици на Западна България – Руйско-Верилската планинска редица и Милевско-Конявската планинска редица.
Северната и северозападната половина на общината се заема от части от три планини, които спадат към Руйско-Верилската планинска редица. На север от дълбоката долина на Пенкьовска река и на запад от нейния ляв приток Селска река се простират южните части на Ерулска планина. Нейната максимална височина връх Кръст (1404 m) се издига на около 2 – 3 km северно от село Одраница. Районът между дълбоката долина на Треклянска река (десен приток на Струма) на юг и дълбоката долина на левия ѝ приток Пенкьовска река на север и изток се заема от южните най-високи части на Пенкьовска планина – Конски връх (1187 m), разположен северозападно от села Раянци. В крайния северозападен ъгъл на общината (землищата на селата Габровдол и Беренде) се простират северозападните части на планината Черна гора. Североизточно от село Беренде е максималната ѝ височина от 1005 m в пределите на общината. Районът между Ерулска планина на север и Пенкьовска планина на юг в поречието на Пенкьовска река и левият ѝ приток Дивлянска река се заема от малката (19,5 km2) Дивлянска котловина, чиято надморска височина варира от 650 до 750 – 800 m.
Останалата южна и източна половина на общината се заема от части от три планини, които спадат към Милевско-Конявската планинска редица. На север от река Струма и на изток от долините на реките Треклянска, Пенкьовска и Селска се простират западните склонове на Рудина планина. Източно от село Смиров дол се намира най-високата ѝ точка от 1164 m в пределите на общината. Районът северно от Земенския пролом на Струма и западно и южно от Треклянска река се заема от североизточните, най-високи части на Земенска планина. Тук южно от село Раянци, на границата с община Трекляно се издига връх Тичак (1295 m), най-високата точка на планината. Южно от долината на река Струма в пределите на общината попадат крайните северозападни части на Конявска планина. Тази част на планината е известна като Риша планина и нейният връх Риш (1443 m) се издига югозападно от село Блатешница и е най-високата точка на община Земен. Между тези три планини е разположена малката Земенска котловина, която представлява долинно разширение на река Струма. Югозападно от нея в коритото на реката, на границата с община Кюстендил е разположена най-ниската точка на община Земен – 590 m н.в.

#### Води
В южната част на общината, от изток на запад, през село Жабляно и град Земен, на протежение от около 10 km протича част от горното течение на река Струма. След града реката навлиза във величествения Земенски пролом, като в предилите на общината попада неговата най-горна част – около 2 km. В град Земен, отдясно в Струма се влива Треклянска река (Раянска река), като през общината преминава нейното долно течение (около 20 km). При село Калотинци в нея отляво се влива най-големият ѝ приток Пенкьовска. В района на село Дивля в нея се вливат най-големите ѝ притоци – Дивлянска река и Селска река. В северната част на общината, на протежение около 4 km преминава част от средното течение на река Светля, десен приток на Струма.

#### Климат, почви, растителна покривка
Климатът на общината е умерено-континентален, а по-високите части на планините попадат в планинската климатична област. Голяма част от климата е повлиян от особеностите на релефа, който обуславя температурните инверсии, характерни за високите западнобалкански котловинни полета. основните ветрове югозападните и северните.
Основните почвени видове са: чернозем-смолници – 28% от обработваемите земи и канелено-горските почви – 45 – 47% от цялата територия на общината. На тях се отглеждат пшеница, ръж, овес, картофи и др.
Растителната покривка в общината е еднородна – предимно тревиста. В плодородните и ниски части тя е заменена от предимно едногодишни селскостопански култури, а в по-високите земи са превърнати в естествени ливади и пасища. Във високите части на общината (горския фонд и пасища) най-разпространена е храстовидната растителност: глог, шипка, дрян, къпина, трънка и др. Основни дървесни видове са дъб, бук, бял и черен бор, габър, клен, акация, липа и пр. Преобладават горите с издънков произход, разстроена структура и нискокачествена продуктивност. Около 20 – 22% от горския фонд се залесява, но горите се използват основно за дърводобив за огрев и целулоза.

## Население

### Етнически състав (2011)
Численост и дял на етническите групи според преброяването на населението през 2011 г.:
|                     | Численост | Дял (в %) |
| Общо                | 2762      | 100,00    |
| Българи             | 2655      | 96,13     |
| Турци               | 11        | 0,40      |
| Цигани              | 41        | 1,48      |
| Други               | 4         | 0,14      |
| Не се самоопределят | 2         | 0,07      |
| Неотговорили        | 49        | 1,77      |

### Населени места
Общината има 18 населени места с общо население 2013 жители към 7 септември 2021 г.
| Населено място  | Население (2021 г.) | Площ на землището km2 | Забележка (старо име) | Населено място | Население (2021 г.) | Площ на землището km2 | Забележка (старо име)           |
| --------------- | ------------------- | --------------------- | --------------------- | -------------- | ------------------- | --------------------- | ------------------------------- |
| Беренде         | 13                  | 10,217                |                       | Жабляно        | 60                  | 11,842                |                                 |
| Блатешница      | 62                  | 24,898                |                       | Земен          | 1244                | 21,250                | Белово                          |
| Враня стена     | 21                  | 14,217                |                       | Калотинци      | 29                  | 8,917                 |                                 |
| Габровдол       | 65                  | 6,074                 |                       | Мурено         | 60                  | 14,611                |                                 |
| Горна Врабча    | 45                  | 12,631                |                       | Одраница       | 11                  | 23,553                |                                 |
| Горна Глоговица | 19                  | 13,878                |                       | Падине         | 9                   | 4,580                 |                                 |
| Дивля           | 108                 | 25,656                |                       | Пещера         | 128                 | 15,509                |                                 |
| Долна Врабча    | 5                   | 6,099                 |                       | Раянци         | 7                   | 12,786                |                                 |
| Еловдол         | 113                 | 12,221                |                       | Смиров дол     | 14                  | 8,138                 |                                 |
|                 |                     |                       |                       | ОБЩО           | 2013                | 247,077               | няма населени места без землища |

## Административно-териториални промени
- Указ № 86/обн. 26.03.1925 г. – преименува с. Белово на с. Земен;
- Указ № 230/22.05.1950 г. – признава населените местности Белини, Падине, Пейчини и Светля (от с. Долна Секирна, сега в община Брезник) за отделно населено място – с. Падине;
- Указ № 317/обн. 13.12.1955 г. – заличава с. Долна Глоговица и го присъединява като квартал на с. Дивля;
- Указ № 1942/обн. 17.09.1974 г. – признава с. Земен за гр. Земен;
- Указ № 371/обн. 09.12.2005 г. – отделя с. Чепино и землището му от община Земен и го присъединява към община Ковачевци.

## Транспорт
В южната част на общината, по долината на река Струма преминава участък от 9,1 km от трасето на жп линията София – Кюстендил – Гюешево.
През общината преминават частично 5 пътя от Републиканската пътна мрежа на България с обща дължина 58,9 km:
- последният участък от 1,3 km от Републикански път III-603 (от km 24,3 до km²5,6);
- последният участък от 20,2 km от Републикански път III-605 (от km 23,9 до km 44,1);
- участък от 21,4 km от Републикански път III-623 (от km 45,6 до km 67,0);
- началният участък от 5,6 km от Републикански път III-6052 (от km 0 до km 5,6);
- началният участък от 10,4 km от Републикански път III-6233 (от km 0 до km 10,4).

## Топографска карта
- Лист от карта K-34-46. Мащаб: 1 : 100 000.
- Лист от карта K-34-58. Мащаб: 1 : 100 000.